# Roberto Cortés
Roberto Gonzáles Cortés (* 2. Februar 1905 in Iquique; † 30. August 1975) war ein chilenischer Fußballspieler.

## Verein
Cortés, der auf der Position des Torwarts spielte, gehörte auf Vereinsebene zunächst dem Klub Chilex Chuquicamata an. Mindestens von 1933 bis 1935 stand er dann in den Reihen von CSD Colo-Colo.

## Nationalmannschaft
Cortés war auch Mitglied der Nationalmannschaft seines Heimatlandes. Beim Campeonato Sudamericano 1926 bestritt er die drei Begegnungen gegen die Nationalauswahlen von Uruguay, Argentinien und Paraguay. Er nahm zudem mit dem chilenischen Team an der ersten Fußball-Weltmeisterschaft 1930 teil. Dort kam er in allen drei Spielen gegen Argentinien, Frankreich und Mexiko zum Einsatz. Zudem gehörte er zum chilenischen Aufgebot beim Campeonato Sudamericano 1935. Auch dort absolvierte er alle drei Begegnungen mit chilenischer Beteiligung.